# DX Большого Пса
DX Большого Пса (лат. DX Canis Majoris) — одиночная переменная звезда в созвездии Большого Пса на расстоянии (вычисленном из значения параллакса) приблизительно 9407 световых лет (около 2884 парсеков) от Солнца. Видимая звёздная величина звезды — от +13,8m до +12,1m.

## Характеристики
DX Большого Пса — красная пульсирующая полуправильная переменная звезда типа SRB (SRB) спектрального класса M4 или M6.